# Fichtenhöhe
Fichtenhöhe település Németországban, azon belül Brandenburgban. Lakosainak száma 478 fő (2023. december 31.). Fichtenhöhe Lebus, Zeschdorf és Lindendorf községekkel határos.

## Népesség
A település népességének változása:
| Lakosok száma | 510  | 509  | 473  | 478  | 478  |
|               | 2017 | 2019 | 2021 | 2022 | 2023 |